# 叶夫根尼·季阿诺夫
叶夫根尼·米哈伊洛维奇·季阿诺夫（俄語：Евгений Михайлович Дианов，1936年1月31日—2019年1月30日），苏联及俄罗斯物理学家，光纤领域专家。俄罗斯科学院院士，俄罗斯科学院普罗霍罗夫基础物理研究所光纤光学中心主任。

## 生平
1936年1月31日出生于图拉州喬普洛耶-奧加廖沃區克拉斯诺耶村。
1960年毕业于莫斯科国立大学物理系。毕业后在苏联科学院物理研究所工作，1977年获得全博士学位。1983年开始在苏联科学院基础物理研究所工作。1988年至1998年，担任该研究所副所长。1994年，当选为该研究所光纤光学研究中心主任。
1987年，当选为苏联科学院通讯院士；1994年，当选为俄罗斯科学院院士；2002年，成为俄罗斯科学院主席团成员。
主要从事对光导结构理论、非线性纤维光学、激光玻璃物理学、纤维光学材料的研究。成功研制出用于信息传输系统和纤维光学传感器的光导族。
2019年1月30日在莫斯科去世。葬于霍万斯基公墓。